# Douglas College
O Douglas College é a maior instituição universitária de graduação universitária na Colúmbia Britânica, Canadá. Perto de 17.000 estudantes de crédito, 8.500 estudantes de educação continuada e 4.210 estudantes internacionais estão matriculados lá. O Douglas College oferece bacharelado e cursos universitários gerais de artes e ciências, bem como programas de carreira em saúde, serviços humanos, negócios e artes criativas.